# 蘇燕蓉
蘇燕蓉（1978年11月19日—），歌仔戲演員，工旦行，一級演員，中国戏剧梅花奖獲得者，大学本科文学学士文化。
她在廈門藝術學校（厦门戏曲舞蹈学校）學習歌仔戲專業，1998年中專畢業後升讀北京中國戲曲學院歌仔戲大專班，2000年大專畢業後參加廈門市歌仔戲劇團的表演工作。2001年，上海戏剧戏曲导演进修班学习，师从卢昂、刘志新、张金娣。
2002年，歌仔戲現代戲《邵江海》開始創作排練，她的任務是演出女主角春花（男主角邵江海的愛人）。2006年，廈門市歌仔戲劇團首度到台灣巡迴公演，特別發行2005年錄製的歌仔戲現代戲《邵江海》光盤和舉行簽名會，她作為女主角，與台灣廣大群眾見面，台灣公視錄製《窦娥冤》全劇實況向台灣全國轉播。
2007年12月，她以歌仔戲現代戲《邵江海》裡的表演，得到中華人民共和國文化部第12屆文華獎的文華表演獎，成為史上第2位得「文華表演獎」的旦行歌仔戲演員，同時是21世紀第1位得文華表演獎的旦行歌仔戲演員（史上第1位得文華表演獎的歌仔戲演員是鄭秀琴）。她的中專和大專同班同學：生行的鄭惠兵（《邵江海》男主角）也得獎了。
2009年5月18日以歌仔戏新创剧目《窦娥冤》得到第24届中国戏剧梅花奖，是史上第1位得梅花獎的歌仔戲演員。

## 获奖经历
2000年《詹典嫂告御状》中扮演“詹典嫂”，获厦门市首届金鹭奖“新人奖”。
2002年9月《邵江海》中扮演“春花”，获省22届戏剧会演“优秀演员奖”。
2003年《观世音传奇》中扮演“观世音”，获首届中国戏曲“红梅杯演唱大赛”福建赛区 “优秀演员奖”。
2003年获首届中国戏曲“红梅杯演唱大赛”——金奖。
2004年《劈棺惊梦》中扮演“田氏”，获首届“海峡两岸歌仔戏艺术节”——十佳称号。
2004年获福建省第五届中青年演员比赛——金奖。
2005年获厦门市第四届金鹭奖“优秀演员奖”。
2005年获福建省第七届“水仙花戏剧比赛”——表演大奖。
2006年歌仔戏实验小剧场戏剧《孟姜女哭长城》扮演“孟姜女”获福建省23届戏剧会演“优秀演员奖”。
2007年获福建省第八届“水仙花戏剧比赛”——金奖。
2007年《邵江海》中扮演“春花”获文化部 “文华表演奖”。
2008年获厦门市第五届金鹭奖“优秀演员奖”。
2008年《烈女传》扮演“沈玉琯”获福建省第九届“水仙花戏剧比赛”——表演大奖。
2009年《窦娥冤》扮演“窦娥”获第24届中国戏剧“梅花表演奖”。
2010年获厦门市第六届金鹭奖“优秀演员奖”。
2010年获“厦门文艺突出贡献奖”。
中华全国青年联合会第十一届委员会委员，福建省“五四青年奖章获得者”，厦门市拔尖人才，五个一批人才，厦门文艺突出贡献奖，2010年厦门十大新闻人物。